# Ischnodoris
Ischnodoris é um gênero de traça pertencente à família Agonoxenidae.